# John Honeyman

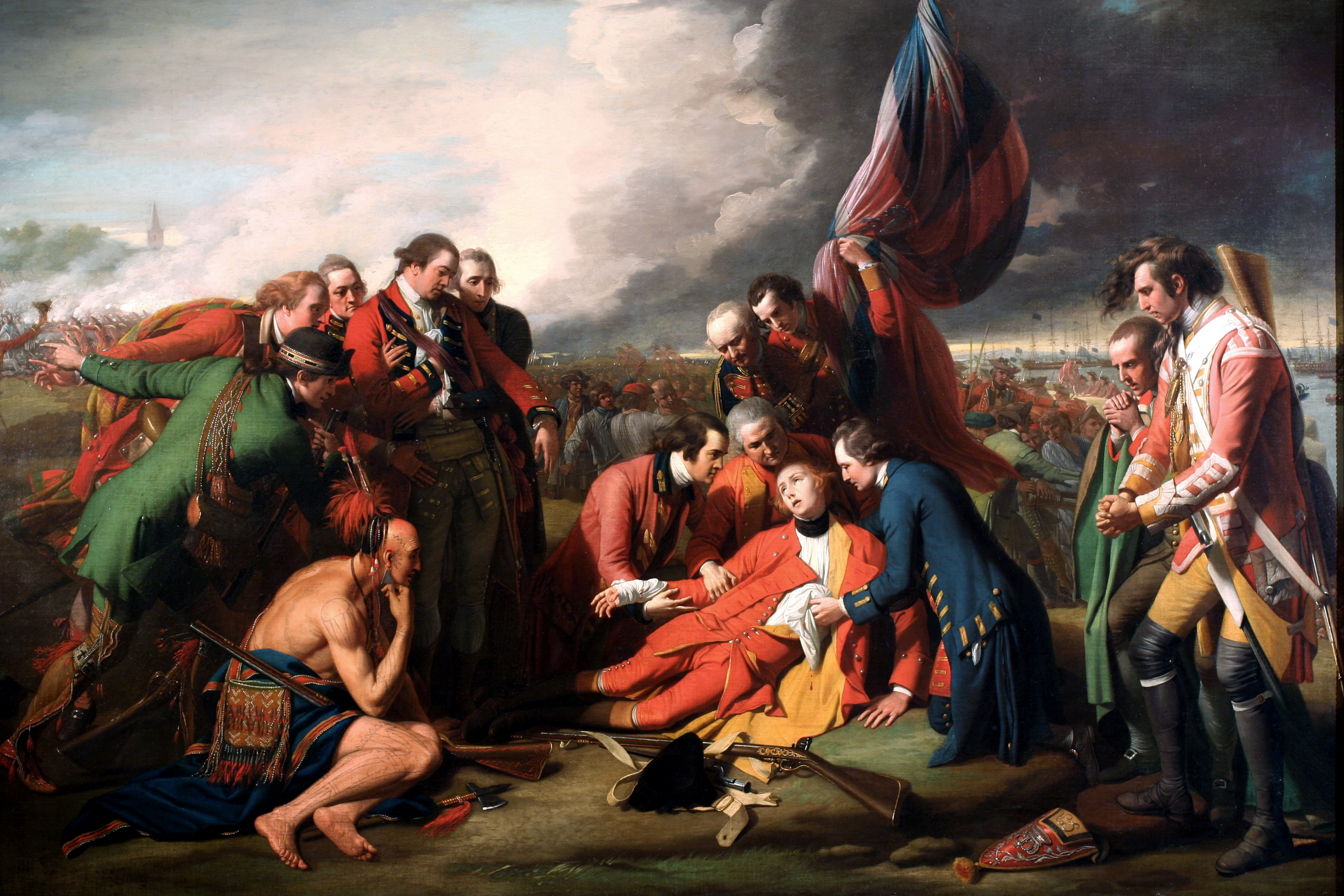
La mort del general Wolfe, pintura de Benjamin West"" on hi apareix Honeyman

John Honeyman (1729 – 18 d'agost de 1822) va ser un soldat d'origen irlandès, presumpte espia americà-britànic, informador de George Washington, i principal responsable d'estendre quantitat de desinformació entre els britànics, tot reunint la informació que va ser cabdal per a la victòria de Washington a la batalla de Trenton.

## Credibilitat
La precisió històrica de Honeyman, en la seva funció d'espia del General Washington, ha estat qüestionada a causa d'una manca de fonts primàries (llegir més avall).

## Biografia

### Carrera i vida
Encara que va néixer a Irlanda, suposadament a Armagh, Honeyman era d'ascendència escocesa. Fill d'un granger pobre, va rebre poca educació formal, però no era analfabet i va aprendre diversos oficis, incloent el de teixidor. Va treballar com a agricultor fins a l'edat de 29 anys i després va entrar a l'exèrcit britànic per lluitar a la Guerra Franco-Índia el 1758.
Va salpar cap al Canadà a bord de la fragata Boyne en què també hi anava embarcat el coronel James Wolfe. Un dia, durant la travessia de l'Oceà Atlàntic, Honeyman estava de guàrdia a la coberta quan Wolfe, que estava a punt de baixar una escala, va ensopegar i hauria caigut de no haber-lo agafat en Honeyman. Wolfe va mostrar la seva gratitud prenent nota del nom de Honeyman amb la promesa de vetllar pel jove soldat.
En desembarcar al Riu Sant Llorenç, la unitat de Honeyman va entrar immediatament en acció contra els francesos durant el Setge de Louisbourg que va acabar al cap de 48 dies, el 26 de juliol de 1758. Wolfe, que va servir sota el general Jeffrey Amherst, va ser al cap de poc ascendit a General. Va recordar el jove soldat que l'havia salvat a bord del Boyne i el va convertir en el seu guardaespatlles, amb ordres de romandre amb ell en tot moment.
L'èxit del setge va aclarir el camí per a l'expedició britànica dirigida pel general Wolfe per prendre Nova França a la ciutat de Quebec a l'estiu següent i que va culminar en la batalla de les Planes d'Abraham, el 13 de setembre de 1759. Tot i que va acabar amb una victòria britànica, Wolfe va rebre un fatal tret i Honeyman va ser un dels que va portar al general en braços fins al lloc resguardat, on va morir. Es creu que un dels tres homes que envolten Wolfe en la pintura "La Mort de Wolfe" de Benjamin West al Museu McCord de Mont-real, és John Honeyman.
Després de la guerra, Honeyman va rebre una baixa honorable de l'exèrcit americà i es va establir a Pennsilvània, portant amb ell els seus documents de baixa, així com la carta del general Wolfe on sol·licitava els seus serveis com a guardaespatlles. Va reprendre el seu ofici de carnisser i teixidor i es va casar amb Maria Henry, una noia irlandesa de Coleraine a la Primera Església Presbiteriana de Filadèlfia el 22 setembre 1764.

### Darrers anys
El 1793, Honeyman es va retirar a Bedminster Township, Nova Jersey, al comtat d'Upper Somerset, va anar comprant unes parcel·les de terra entre 1793 i 1797, i allà hi va passar els últims trenta anys de la seva vida.
La seva esposa Maria va morir el 24 de juny de 1801, i tres anys més tard, Honeyman es va casar amb una vídua, la senyora Elizabeth Estel-Burrows. Honeyman va morir el 18 d'agost de 1822 a l'edat de 93 i va ser enterrat al Cementiri de l'Església Presbiteriana de Lamington, Nova Jersey.

### Realitat o Llegenda?
El paper exercit per Honeyman a la guerra de la Revolució americana, s'ha debatut durant algun temps. El primer registre escrit de la participació de Honeyman amb Washington sembla el seu net, el jutge John Van Dyke “An Unwritten Account of a Spy of Washington” que va aparèixer en la revista "Our home" el 1873, gairebé cent anys més tard. Van Dyke deia basar-se en dades rebudes d'una de les filles de Honeyman, Jane Honeyman, tia de Van Dyke, que va morir el 1836.
Els escèptics apunten a la falta de proves directes per poder donar suport a la història com espia incloent el fet que la carta de Washington que protegia la família Honeyman mai s'ha vist fora de la família. Alguns troben que és estrany que un document de tant valor històric mai hagi aparegut públicament. L'autor Alexander Rose assenyala que "ni una sola vegada John Honeyman és esmentat en la voluminosa correspondència i documents de Washington" i que en conèixer a Honeyman, un veterà de l'exèrcit britànic, Washington l'hauria reclutat abans com a sergent que com espia.
Els seguidors argumenten que la manca de proves directes merament demostra l'excel·lent feina feta per Honeyman en encobrir les seves accions com a espia. Alguns historiadors han ofert evidències circumstancials per donar suport la història d'espia. Han assenyalat que diverses accions legals contra Honeyman per ser Tory van ser rebutjades. Honeyman fins i tot va demanar una indemnització per les pèrdues sofertes durant la guerra, cosa que un Tory no hauria fet. Mentre que la resta de conservadors es van veure obligats a fugir a Nova Escòcia després de la guerra, Honeyman va romandre a Nova Jersey. De fet, se sap que Honeyman va adquirir diverses parcel·les de terra a Nova Jersey, i la qüestió que es presenta és: com un senzill teixidor amb una família tan nombrosa es podia permetre fer aquestes compres sense cap ingrés especial, evidència, per alguns, que va rebre una indemnització per la seva funció durant la guerra.